# Gens Grània
La gens Grània(en llatí Grania gens) va ser una gens romana d'origen plebeu. Sota la república alguns dels seus membres van arribar a rang senatorial, i sota l'imperi van tenir els més alts càrrecs militars a províncies, però mai van arribar al consolat.
La gens Grània era coneguda a Roma almenys des del temps del poeta Gai Lucili, sobre l'any 150 aC. La família, segons Ciceró, Plutarc i Juli Cèsar, sembla que s'havia establert a Puteoli.
Durant la república no feien servir cap cognom excepte, en el temps de Juli Cèsar, el de Flac (Flaccus). Però sota l'imperi van usar els cognoms Licià, Marcel, Marcià, Serè i Silvà (Licianus, Marcellus, Marcianus, Serenus i Silvanus).
Personatges notables van ser:
- Juli Grani, retòric romà.
- Quint Grani, venedor romà.
- Gneu Grani, polític romà de rang senatorial.
- Quint Grani, polític romà de rang senatorial.
- Gai Grani, poeta dramàtic romà.
- Grani, decurió romà.
- Publi Grani, mercader romà.
- Aule Grani, cavaller romà
- Quint Grani, acusador de Calpurni Pisó.